# Moisés Delgado López
Moisés Delgado López (Utrera, província de Sevilla, 18 d'abril de 1994), conegut comunament com a Moi, és un futbolista professional andalús que juga com a lateral esquerre a la SD Huesca.

## Carrera de club
Delgado es va formar amb el Sevilla FC. Va debutar com a sènior amb el Sevilla Atlético a Segona Divisió B, on va jugar el seu primer partit el 24 de febrer de 2013 en una victòria per 3–2 a casa contra el Cadis CF.
L'estiu de 2013, Delgado fou un dels diversos joves del planter convocats per Unai Emery per fer la pretemporada amb el primer equip. L'11 de maig de 2014, quan l'entrenador estava reservant diversos titulars per la final de la Lliga Europa de la UEFA, va debutar a La Liga, jugant els 90 minuts en una derrota per 0–1 contra el Getafe CF.
El 28 de desembre de 2015, Delgado signà pel FC Barcelona per jugar amb el FC Barcelona B també a la Segona B. Després d'assolir la promoció la temporada 2016–17, no va jugar massa la temporada següent i va acabar contracte el 19 de gener de 2018.
El 30 de gener de 2018, Delgado va fitxar per un altre filial, el Real Valladolid B també de Segona B. El 14 de maig va renovar contracte fins al 2020 i fou definitivament promocionat al primer equip per la temporada 2018–19.
Moi el seu primer partit a primera divisió amb el Valladolid el 20 de gener de 2019, com a titular en una derrota per 0–1 a fora contra el Llevant UE. el 4 de juliol, va ampliar contracte fins al 2022, i fou cedit al Racing de Santander de segona divisió, set dies després.
Moi va marcar el seu primer gol com a professional el 19 de gener de 2020, el primer del partit en un empat 1–1 a casa contra la UD Las Palmas. L'1 de setembre, després que l'equip baixés, va marxar al CF Fuenlabrada també cedit.
El 28 d'agost de 2021, Moi va rescindir el seu contracte amb el Valladolid, i va romandre a l'atur durant sis mesos abans de fitxar per l'UCAM Murcia CF de la Primera Divisió RFEF el 31 de gener de 2022. El 31 de juliol va tornar a la Ponfe i a la segona divisió.
El 27 de juliol de 2023, després del descens de la Ponferradina de la segona divisió, Moi va fitxar pel Racing de Ferrol també a la segona divisió. Va estar una campanya i mitja i el gener del 2025 va rescindir el seu contracte.
El 31 de gener del 2025, s'anuncia el seu fitxatge per la SD Huesca fins a final de temporada.